# International Social Survey Programme
Das International Social Survey Programme (ISSP) ist ein internationales, akademisches Umfrageprogramm, das seit 1985 eine jährliche Umfrage zu wechselnden sozialwissenschaftlichen Themen durchführt.

## Bedeutung
Das ISSP wurde 1984 von verschiedenen Forschungseinrichtungen aus Australien, Deutschland, Großbritannien und den USA gegründet. 2011 nehmen Institute aus 48 Nationen am ISSP teil. Für die deutschen ISSP-Umfragen ist das GESIS - Leibniz-Institut für Sozialwissenschaften verantwortlich. Andere Mitglieder sind zum Beispiel die School of Demography der Australian National University in Canberra, das The B.I. and Lucille Cohen Institute for Public Opinion Research der Tel Aviv University, das südafrikanische Human Science Research Council in Pretoria, die Academia Sinica in Taiwan oder das National Opinion Research Center (NORC) der University of Chicago.

## Organisationsstruktur
Das Entscheidungsgremium des ISSP ist die jährliche ISSP-Versammlung, auf der über Methoden, Umfragethemen, die Inhalte der ISSP-Fragebögen im Einzelnen usw. entschieden wird. Die laufenden Geschäfte werden ehrenamtlich von einem gewählten Sekretär geführt, der von einem ebenfalls gewählten Komitee unterstützt wird. Zentrale, gemeinsame ISSP-Mittel zur Durchführung der nationalen Umfragen, zur Qualitätskontrolle oder zur Organisation des ISSP existieren nicht, daher muss jedes Mitglied die Umfragen selbst finanzieren und alle damit zusammenhängenden Kosten tragen.

## Fragebögen
Neben Fragen zum Hauptthema umfasst jeder Fragebogen auch Fragen zur Einordnung der Befragten in einen sozialen und demographischen Hintergrund. Für die inhaltlichen Fragen wird in einem mehrstufigen Prozess ein englischsprachiger Source Questionnaire entwickelt. Dieser wird dann in den einzelnen ISSP-Ländern übersetzt, bevor die nationale Umfrage durchgeführt wird. In manchen Ländern wie in der Schweiz findet die ISSP-Umfrage sogar in mehreren Sprachen statt.
Die Fragen zum Hintergrund des Befragten sind nicht standardisiert. Die Ergebnisse werden länderspezifisch erhoben und im Nachhinein harmonisiert.
Beispiele für Themenschwerpunkte sind Arbeitsorientierungen, Umwelt, Religion, soziale Ungleichheit sowie Staat und Regierung. Die Umfragen sind als Replikationsstudien konzipiert, so dass für verschiedene thematische ISSP-Module bereits drei Umfragen vorliegen.
Das ISSP stellt seine Qualität durch jährliche Berichte zur Durchführung der Studien öffentlich zur Diskussion. Die ISSP-Datensätze stehen der Öffentlichkeit ohne Einschränkungen beim ISSP Datenkatalog von GESIS - Leibniz-Institut für Sozialwissenschaften zur Verfügung.

## Mitglieder
| Mitgliedsstaat          | Organisation |
| ----------------------- | --- |
| Australien              | School of Demography, Australian National University |
| Belgien                 | - The Administration of Planning and Statistics of the Ministry of Flanders. - Walloon Institute of Assessment, Forecasting and Statistics (IWEPS).                                                                  |
| Bolivien                | - Aru Foundation |
| Brasilien               | - Instituto Universitário de Pesquisas do Rio de Janeiro. (ehemaliges Mitglied) |
| Bulgarien               | - The Agency for Social Analyses (ASA). |
| Chile                   | - Centro de Estudios Publicos. |
| Volksrepublik China     | - National Survey Research Center at Renmin University of China - Institute for Empirical Social Science Research Jiaotong-Universität Xi’an                                                                         |
| Dänemark                | - Department of Political Science, Universität Aalborg |
| Deutschland             | GESIS – Leibniz-Institut für Sozialwissenschaften |
| Dominikanische Republik | - Fundacion Global Democracia y Desarrollo (FUNGLODE). (ehemaliges Mitglied) |
| Estland                 | - Institute of International and Social Studies, School of Governance, Law and Society, [Tallinn University] |
| Finnland                | - Department of Sociology and Social Psychology, Universität Tampere. - Statistics Finland. - Finnish Social Science Data Archive.                                                                                   |
| Frankreich              | - PACTE, Institut d'Etudes Politiques de Grenoble, Domaine Universitaire - Centre Maurice Halbwachs - Zusammen präsentieren diese Organisationen Daten des ISSP auf einer französischsprachigen Homepage ISSP France |
| Georgien                | - Center for Social Sciences (CSS) |
| Irland                  | - Social Science Research Centre University College Dublin. (ehemaliges Mitglied) |
| Island                  | - Social Science Research Institute University of Iceland |
| Israel                  | - The B.I. and Lucille Cohen Institute for Public Opinion Research, Tel Aviv University. |
| Japan                   | - NHK Broadcasting Culture Research Institute. |
| Kanada                  | - School of Journalism and Communication, Carleton University. (ehemaliges Mitglied) |
| Kroatien                | - Institute for Social Research in Zagreb |
| Lettland                | - Advanced Social and Political Research Institute, Universität Lettlands. |
| Mexiko                  | - The Institute of Marketing and Opinion |
| Neuseeland              | - COMPASS - Centre of Methods and Policy Application in the Social Sciences, University of Auckland. |
| Niederlande             | - The Faculty of Social Sciences, Vrije Universiteit. |
| Norwegen                | - Norwegian Social Science Data Services (NSD). |
| Österreich              | Institut für Soziologie, Universität Graz |
| Philippinen             | - Social Weather Stations. |
| Polen                   | - Institute for Social Studies (ISS), Universität Warschau. |
| Portugal                | - Instituto de Ciências Sociais (ICS), University of Lisbon. (ehemaliges Mitglied) |
| Rumänien                | - RQSA - Romanian Quantitative Studies Association. |
| Russland                | Lewada-Zentrum |
| Slowakei                | - The Institute for Sociology of the Slovak Academy of Sciences. |
| Slowenien               | - Public Opinion and Mass Communication Research Centre (CJMMK), University of Ljubljana. |
| Südafrika               | - Human Sciences Research Council |
| Südkorea                | - Survey Research Center (SRC), Sungkyunkwan University. - Samsung Economic Research Institute (SERI). |
| Schweden                | - Department of Sociology, Universität Umeå |
| Schweiz                 | Schweizer Kompetenzzentrum Sozialwissenschaften (FORS) |
| Spanien                 | - Análisis Sociológicos, Económicos y Políticos (ASEP). - CIS (Centro de Investigaciones Sociológicas). |
| Suriname                | - Anton de Kom University of Suriname |
| Taiwan                  | - Institute of Sociology; Center for Survey Research, Academia Sinica |
| Thailand                | - King Prajadhipok’s Institute (KPI) |
| Tschechien              | - Institute of Sociology, Academy of Sciences of the Czech Republic |
| Türkei                  | - Istanbul Policy Centre (IPC) |
| Ungarn                  | - The Social Research Informatics Center (TÁRKI RT) |
| Uruguay                 | - Department of Economics (deCON), - Faculty of Social Sciences; - Institute of Statistics (IEsta), - Faculty of Economics and Administration, Universidad de la República. (ehemaliges Mitglied)                    |
| Venezuela               | - Laboratorio de Ciencias Sociales (LACSO). |
| Vereinigtes Königreich  | - NatCen Social Research as part of the British Social Attitudes Survey. |
| Vereinigte Staaten      | - National Opinion Research Center (NORC), University of Chicago. |
| Zypern                  | - Center of Applied Research (CAR), European University of Cyprus. (ehemaliges Mitglied) |

## Bibliographie
- James A. Davis and Roger Jowell: Measuring national differences: an introduction to the International Social Survey Programme (ISSP). British Social Attitudes: Special International Report, edited by Roger Jowell, Sharon Witherspoon, and Lindsay Brook. Aldershot: Gower (1989): 1–13.
- Tom W. Smith: The international social survey program. International Journal of Public Opinion Research 4.3 (1992): 1992.
- Max Haller, Roger Jowell et Tom Smith (dir.): Charting the Globe: The International Social Survey Programme, 1984–2009, London, Routledge, 2009 (ISBN 978-0-415-49192-1)